# 宿城村
35°55′13″N 116°25′09″E / 35.9202988°N 116.419074°E
宿城村，是山东省泰安市东平县东平街道下辖的一个行政村，位于东平街道西部，为东平街道机关驻地。宿城村下辖3个自然村，总面积16平方公里，共有1412户，5786人。
宿城村为千年古村，也是东平县历史文化名村。该村曾先后为先秦古国宿国的首都，汉晋东平国、东平郡、唐代宿城县治所。该村附近有山东省省级文物保护单位宿城故城和宿城汉墓群。